# Luxembourg-kert

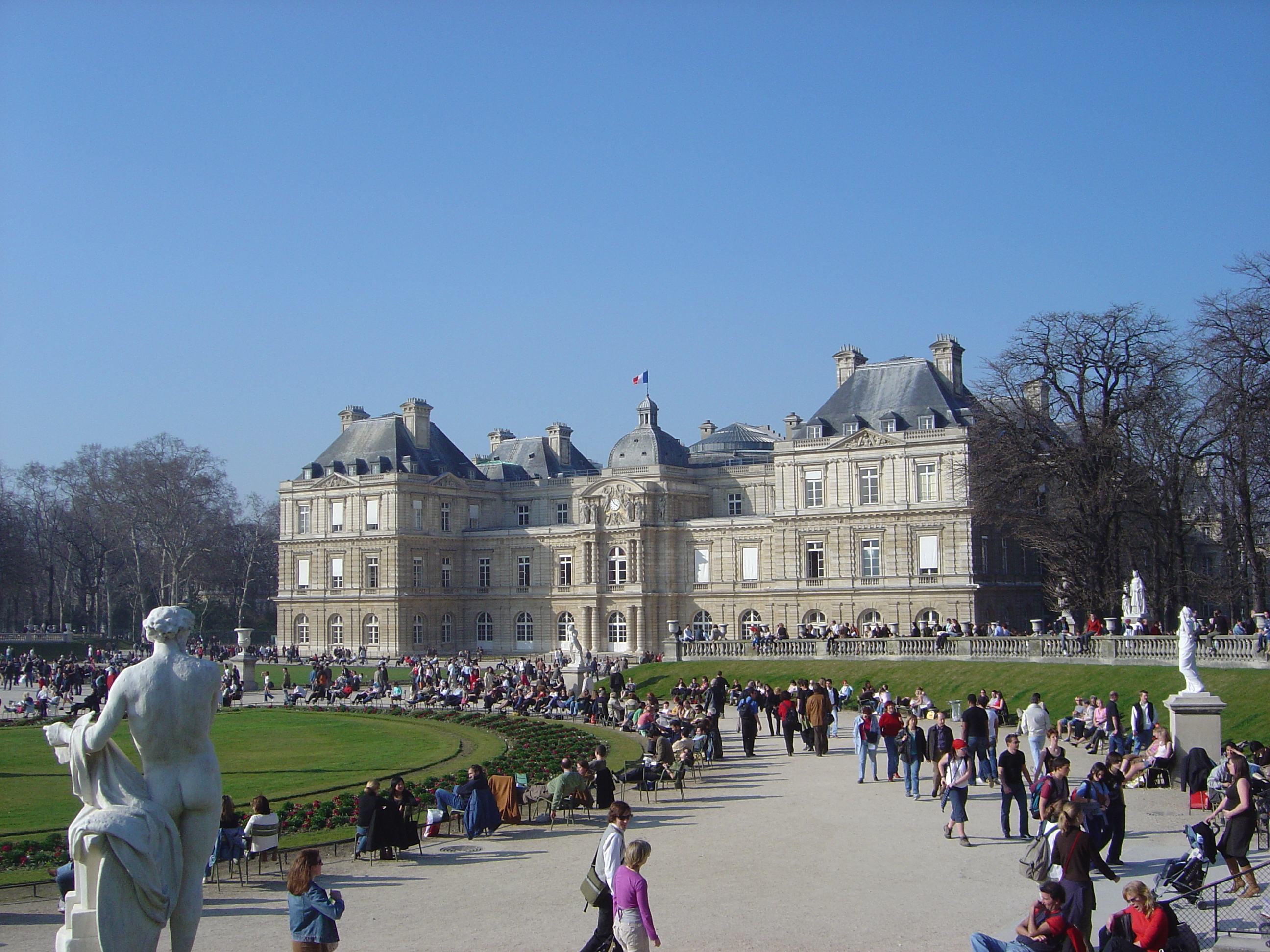
A Luxembourg-palota és kertje

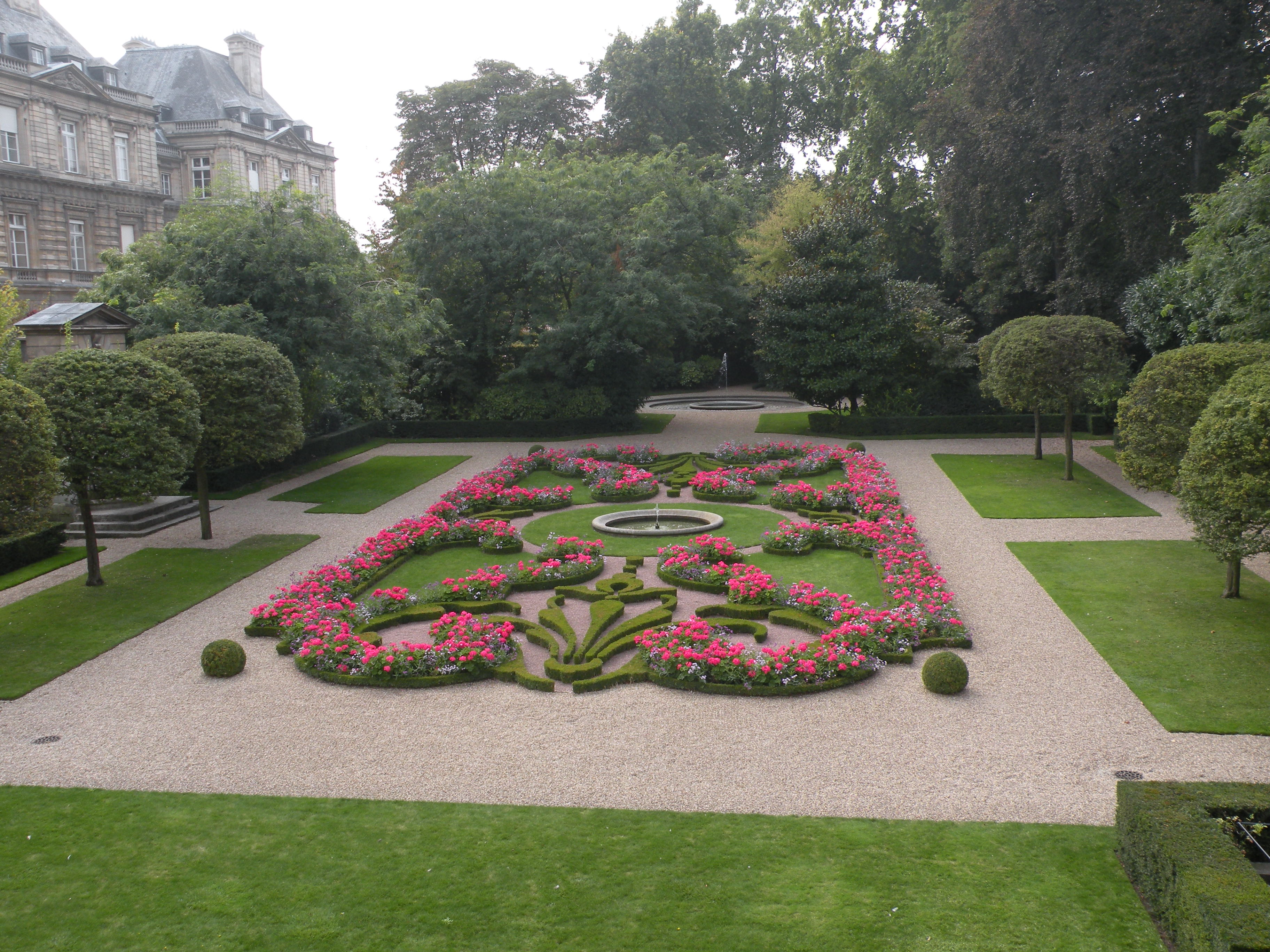
A Petit Luxembourg kertje

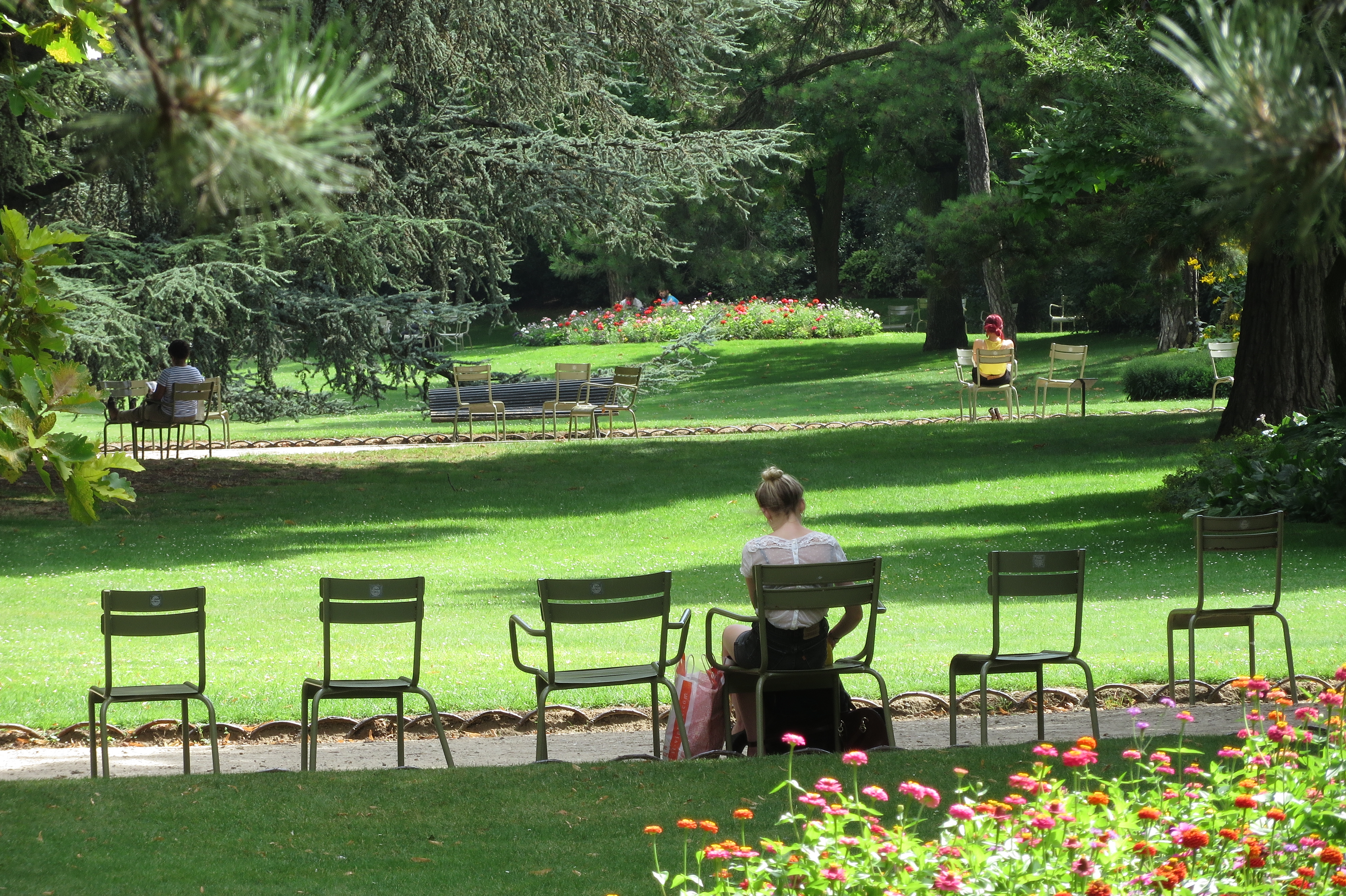
Emberek a Luxemburg-kertben

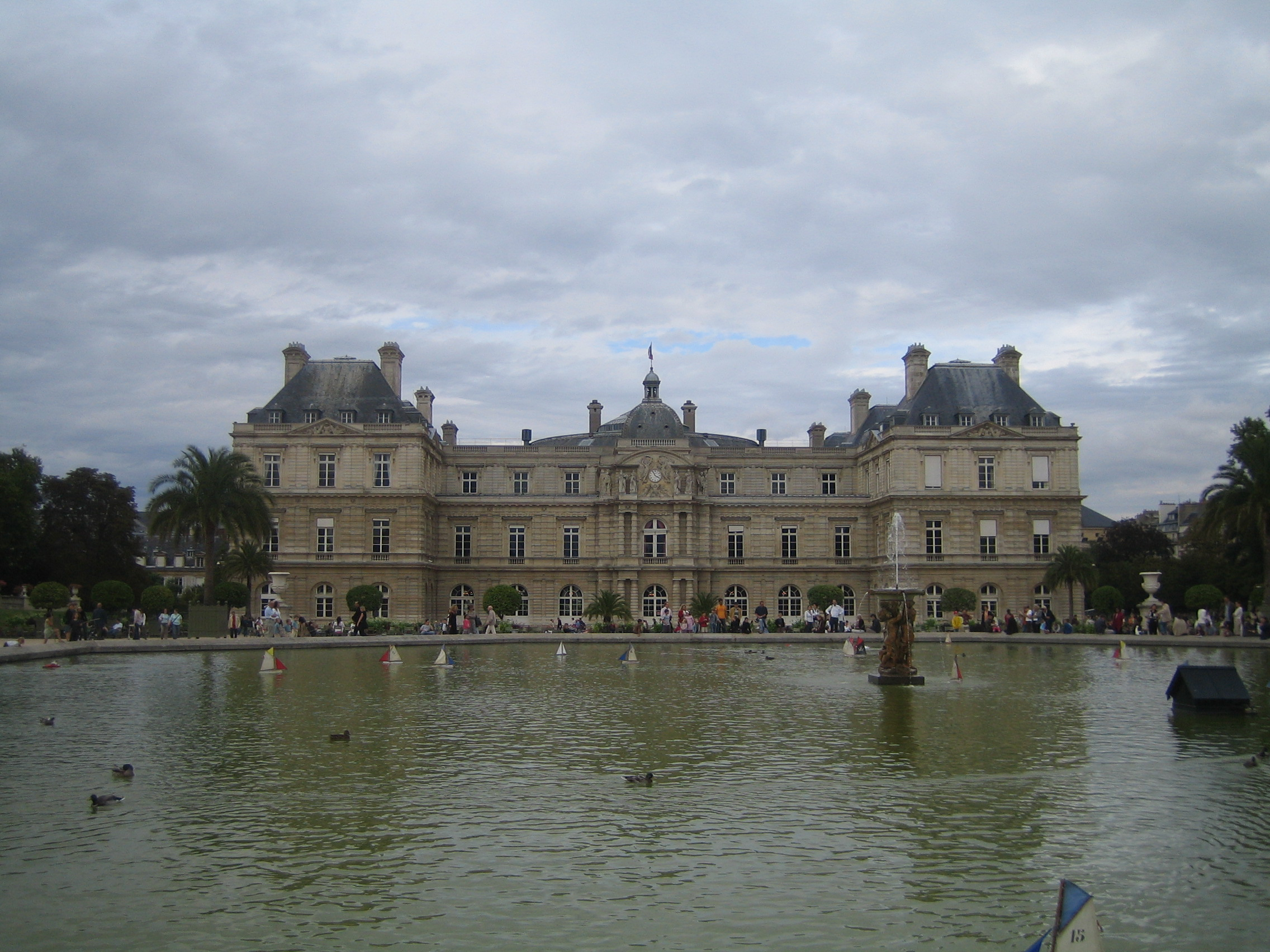
A szökőkút és palota

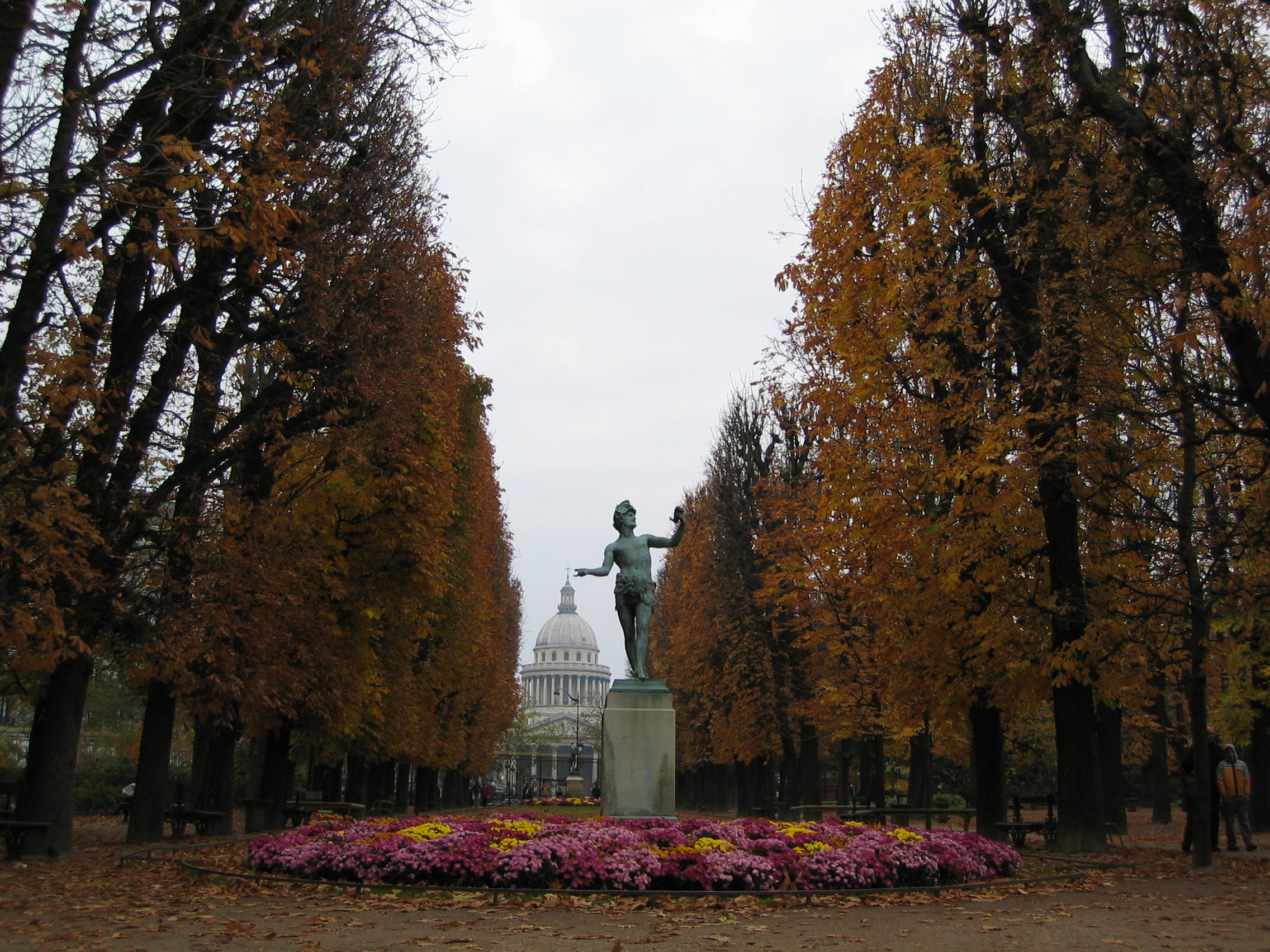
Kilátás a panteonra a Luxemburg-palotából

A Luxembourg-kert (franciául Jardin du Luxembourg) Párizs 6. kerületében található.
1612 elején Medici Mária francia királyné, IV. Henrik király özvegye tervezte, az általa épített új rezidenciához, a Luxembourg-palotához. A kert ma a Francia Szenátus tulajdonában van, amely a palotában tartja a gyűléseit. 23 hektáron fekszik, könnyen felismerhető a pázsitjairól, fákkal szegélyezett sétányairól, virágágyásairól, kör alakú medencéjén található vitorlásokról és az 1620-ban épült festői Medici-kútról. A Luxembourg név a latin Mons Lucotitiusból származik, ami nem más mint a hegy neve, ahol a kert található.

## Történelem
1611-ben Medici Mária, IV. Henrik özvegye és [XIII. Lajos király régense úgy döntött, hogy palotát épít a Firenzében található Pitti-palota utánzataként, hiszen a királynő maga is firenzei származású volt. Megvásárolta a Luxembourg Hotelt (ma a Petit Luxembourg palota), és megkezdte az új palota építését. Megbízta Salomon de Brosse építészt, hogy építse fel a palotát és a szökőkutat, amely még mindig fennáll. 1612-ben 2000 szilfát ültetett, és kertészek sorát bízta meg, közülük Tommaso Francini-t aki irányította a kertészeket, hogy építsenek egy parkot olyan stílusban, amelyet Firenzében már gyermekként ismert. Francini két teraszt tervezett, amelyek a kastély tengelye mentén helyezkednek el korlátokkal és virágágyásokkal, a kör alakú medence körül. A palotától keletre fekvő Medici szökőkutat nimfaként, mesterséges barlangként és szökőkútként építette a jelenlegi tó és szobor nélkül. Az eredeti kert csak nyolc hektár volt.
1630-ban további földet vásárolt, a kertet kiterjesztette harminc hektárra, és a munkát Jacques Boyceau-re bízta, aki a Tuileries királyi kertjének és a Versailles korai kertjének birtokosa. Az új és formálisabb à la française kert egyik korai teoretikusa volt, terekből álló sorokat fektetett egy kelet-nyugati folyosó mentén, amelyet a keleti végén a Medici-kút zárt, és egy téglalap amit virágágyások és sövények alkottak a palota előtt. Középpontjában egy nyolcszögletű medencét és egy szökőkutat helyezett el, melyek mai Párizsi obszervatórium felé néznek. 
Később az uralkodók nagy része elhanyagolta a kertet. 1780-ban a Comte de Provence, a leendő XVIII. Lajos eladta a kert keleti részét ingatlanfejlesztés céljából. A francia forradalom után azonban a Francia direktórium vezetői negyven hektárra kiterjesztették a kertet azáltal, hogy elkobozták a szomszédos karthauzi szerzetesek rendjének területét. Az építész, Jean Chalgrin, aki a Diadalívet is tervezte, vállalkozott a feladatra, hogy helyreállítsa a kertet. Felújította a Medici-kutat, és egy hosszú területet alakított ki a palotától az obszervatóriumig. Megőrizte a híres karthauzi faiskolát, valamint a régi szőlőket, és formális francia stílusban tartotta meg a kertet. 
Az 1848. júliusi monarchia ideje alatt és után, a park sok szobor otthonává vált; először a királynők és a híres francia nők, a hosszú teraszok mentén sorakoztak; majd 1880-as és 1890-es években újabb emlékműveket emeltek íróknak és művészeknek,valamint Bartholdi egy kis méretű modelljét a "Szabadság megvilágítja a világot" (közismert nevén Szabadságszobor) és egy modern szobor Zadkine-tól. 
1865-ben, Párizs rekonstrukciója során, Louis Napoleon által, a Rue de l'Abbé de l'Épée utcát (a mai rue Auguste-Comte utca) kiterjesztették a parkba, valamint hét hektárt vágtak le a parkból, beleértve a régi faiskola nagy részét. A park melletti új utcák kiépítéséhez a Medici-kutat is át kellett helyezni jelenlegi helyére és újjáépítése is szükségessé vált. Szintén ebben az időben a szökőkút hosszú medencéjével és a szökőkút lábánál található szobrokkal bővült a park. 
A rekonstrukció során a párizsi parkok és sétányok főépítésze, Gabriel Davioud, Adolphe Alphand vezetésével új díszkapukat és kerítéseket épített a park köré, és polikróm téglából kerti házakat. A park déli végén lévő régi karthauzi faiskola maradványait egy gyönyörű kanyargós utakkal ellátott angolkertté alakította át, és a délnyugati sarokba egy gyümölcskertet ültetett. Megtartotta az utak és sétányok szabályos geometriai mintáját, viszont egy átlós folyosót készített a Medici kút közelébe, amely mesés kilátást nyújt a Pantheonra. 
A tizenkilencedik század végén a kertben sokféle különböző helyszín volt: marionett színház, zenei kioszk, üvegházak, méhház; szobrok és a modern művészet kiállításához használt épület (az 1930-as évekig használták); egy rózsakert, a gyümölcsös és körülbelül hetven szobrászati mű.
A kertet nagyrészt a kavics és a zöld gyep borítja be, melyeken sok szobor található, valamint a kert közepén egy nagy, nyolcszögletű szökőkút helyezkedik el, benne központi vízsugárral. A kert híres a nyugodt légköréről. A medence körül az emelt korlátos teraszokon egy sor szobor található a korábbi francia királynőkről, szentekről és másolatok az antik római korból. A délnyugati sarokban alma- és körtefaültetvények, valamint a théâtre des marionnettes (bábszínház) található. A kertekben egy nagy, bekerített játszótér is található a kisgyermekek és szüleik számára, valamint egy régi körhinta. Emellett ingyenes zenei előadásokat mutatnak be a földszinti pavilonban, aminek a közelben található egy kis kávézó étterem, a fák alatt, amely beltéri és kültéri ülőhelyekkel egyaránt szolgál a látogatóknak, ezzel megfelelő helyet nyújt arra, hogy sok ember élvezhesse a zenét egy pohár bor mellett. A narancstermesztő üvegházban pedig művészeti, fényképészeti és szobrászati kiállításokat tartanak. 
Az École nationale supérieure des Mines de Paris és az Odéon színház a Luxembourg-kert mellett áll. 

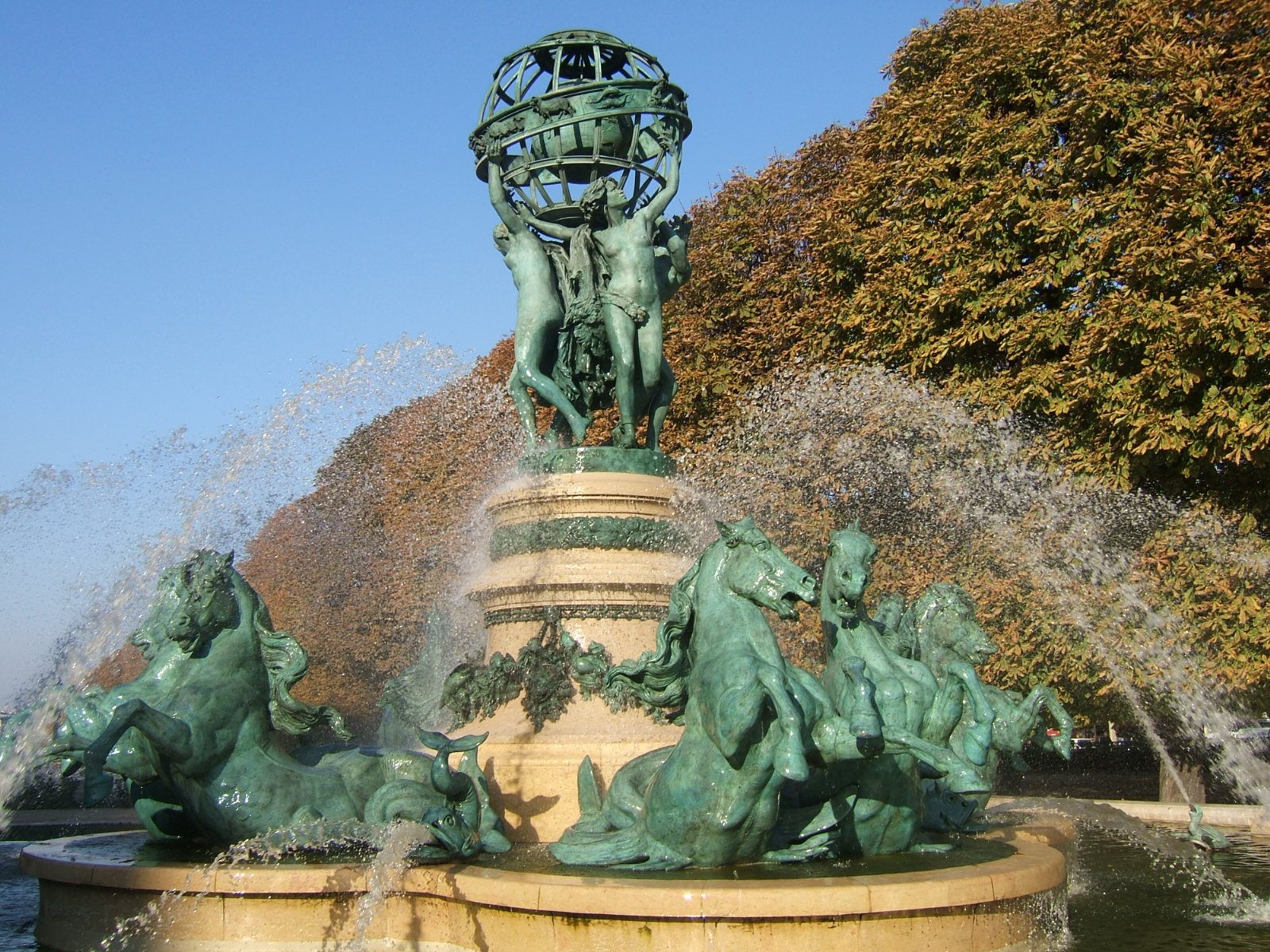
Az obszervatórium szökőkútja

A kert központi tengelyét meghosszabbították, túl a kovácsolt vas kerítéseken és kapukon, amik a Auguste Comte utcára nyílnak. A l'Observatoire utca központi sétánya, eredetileg a Jardin Marco Polo, ahol négy szobor és oszlopok váltakozása található, valamint a déli sarkában az 1847-es Obszervatóriumi szökőkút található ami szintén ismert mint "Fontaine des Quatre-Parties-du-Monde" vagy "Carpeaux Fountain", melynek szobrait Jean-Baptiste Carpeaux készítette. a867-ben a park fejlesztésének idején lett elhelyezve a de l'Observatorie sétányon Gabriel Davioud vezetése által. 
A bronz szökőkút négy szobrász munkáját képviseli: Louis Vuillemot, aki a koszorúkat és girlandokat faragta a talapzat körül, Pierre Legrain, aki az armilláris gömböt és a zodiákus részt faragta; Emmanuel Fremiet, aki a szökőkút nyolc lovát, a tengeri teknősöket és a vízköpő halat tervezte. Valamint a legfontosabb, Jean-Baptiste Carpeaux, aki a négy földgömböt támogató meztelen női szobrot készítette, a klasszikus ikonográfia, amely a négy kontinenst képviseli. 
A Luxembourg-kert nyitvatartása a hónaptól függ: nyitvatartás 7:30 és 8:15 között; zárás pedig alkonyatkor 16:45 és 21:45 között. 

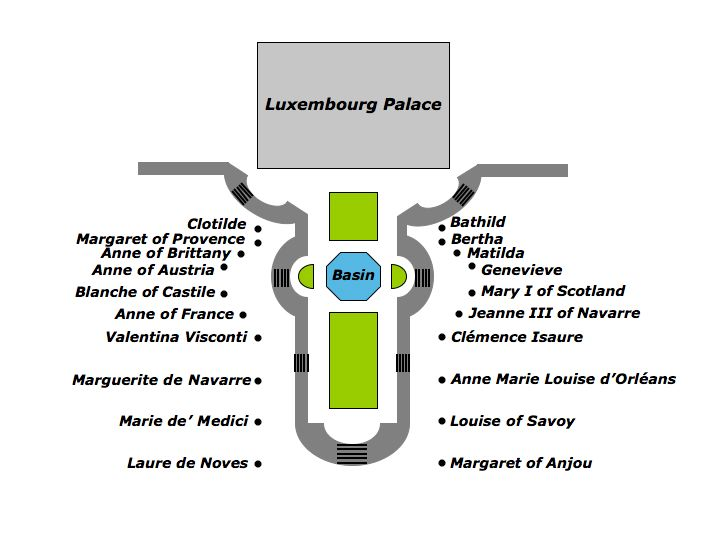
A Reines de France et Femmes sorozat helyzete (a francia királynők és a híres nők) szemlélteti a központi medence körül

A kertben alig több mint száz szobor, műemlékek és szökőkutak találhatók, szétszórva az egész park területén. A központi zöld tér körül húzódik a talapzaton álló francia királynők és ábrázolt nők alakjai. 1848 - ban Louis-Philippe megbízásából álltak: Ausztria Anne, Bretagne Anne, Franciaország Franciaország, Anne Marie Louise Orléansból, Burgundia Bertha , Kasztília Blanche, Clémence Isaure, III. Navarrai Jeanne, Laure de Noves, Savoy Louise, Anjou Margit, Provence Margit, Navarra Marguerite, Marie de 'Medici, Mária, skót királynő, Matilda, Normandia hercegnő, Saint Bathild, Saint Clotilde, Saint Genevieve és Valentina Visconti. 

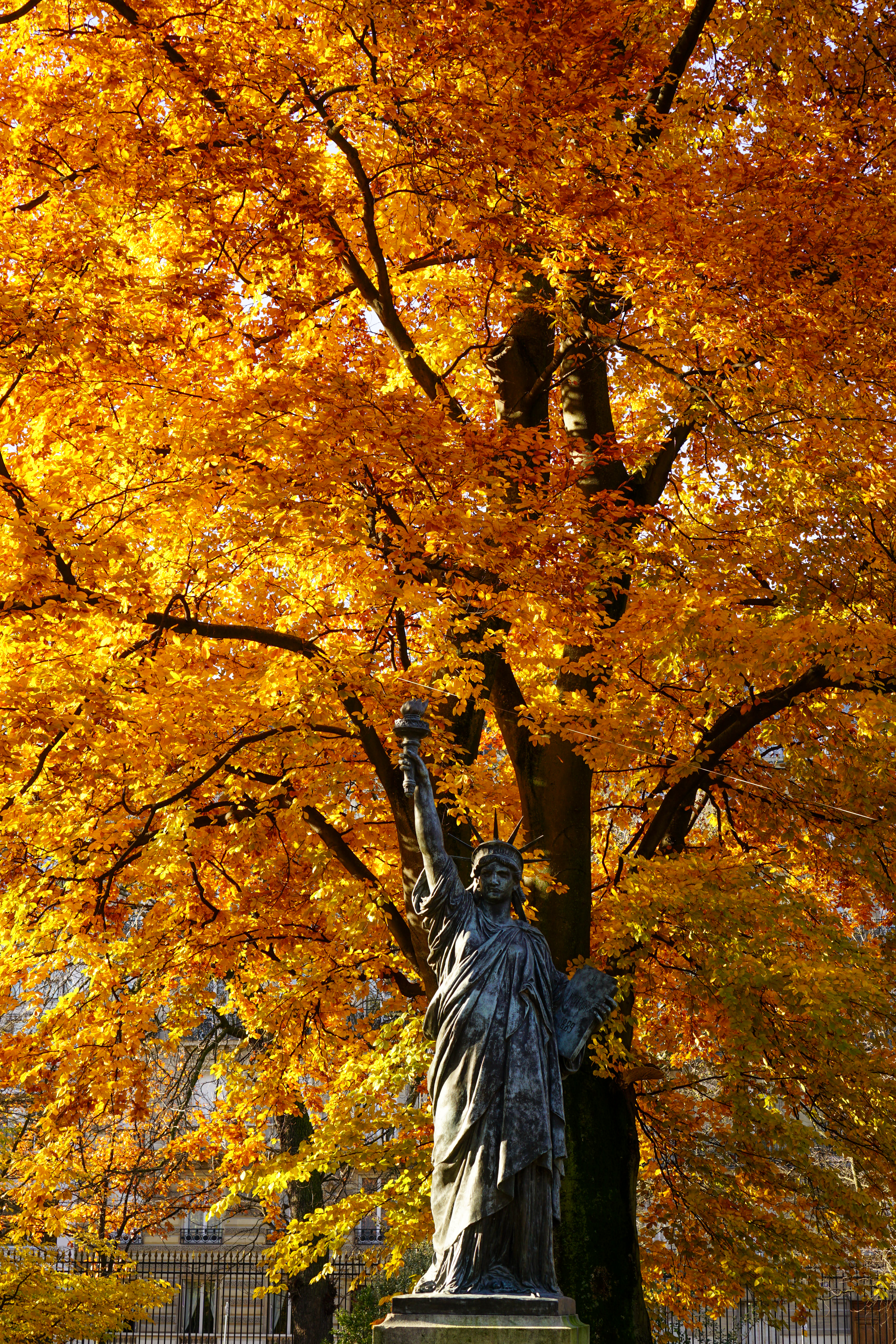
A szabadság megvilágítja a világot (Szabadság-szobor) Luxembourg-kertben egy őszi fa előtt

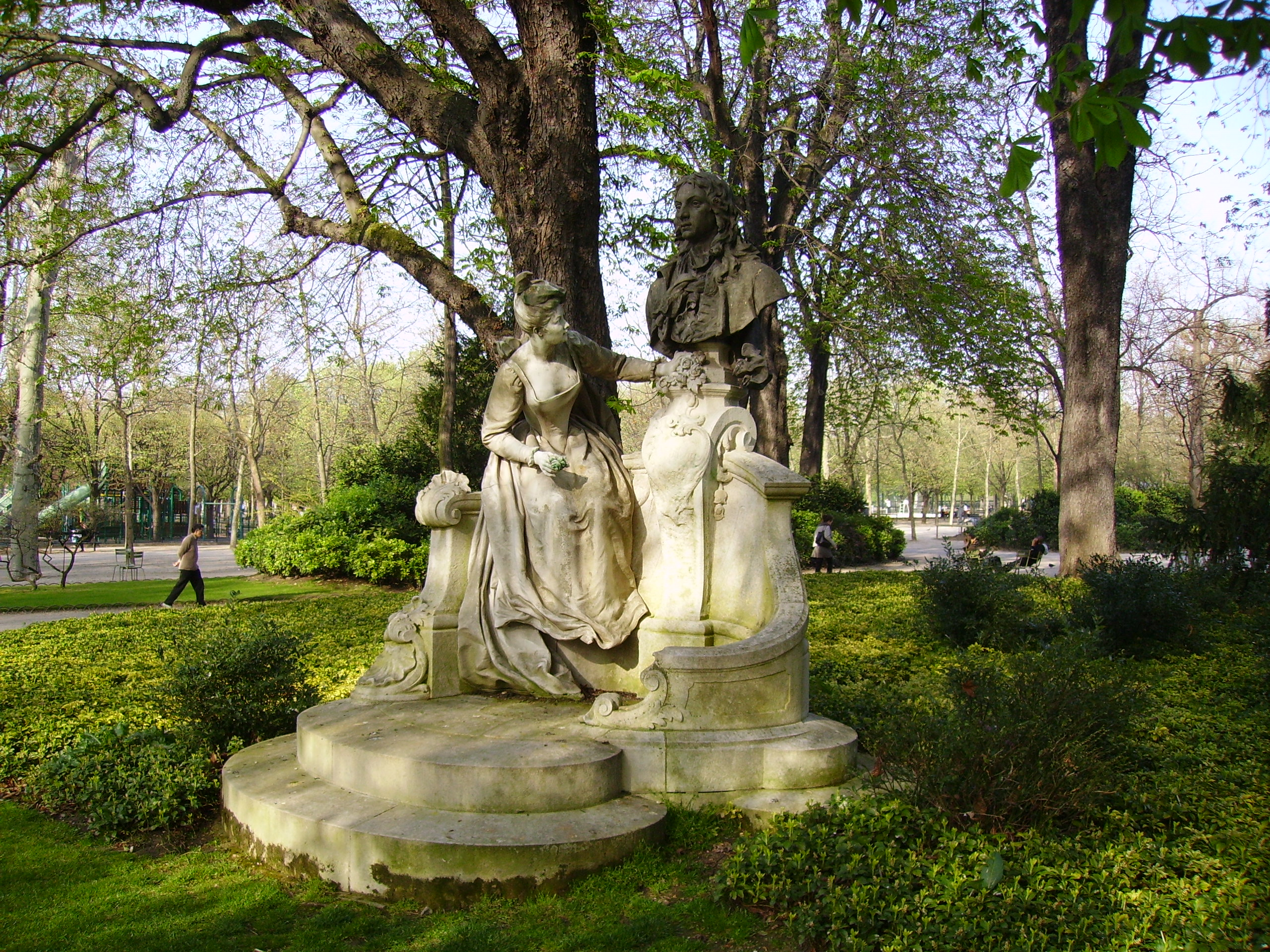
Emlékmű Jean-Antoine Watteau-nak Henri Désiré Gauquié-től, 1896

- Pierre Guillaume Frédéric le Play, előadó : André Joseph Allar, 1906
- A szabadság megvilágítója, közismert nevén Szabadságszobor, első modell, Bartholdi Frédéric, 1870
- La Bocca della Verità, Jules Blanchard előadója
- Ludwig van Beethoven, Antoine Bourdelle, írta ide: 1978
- Théophile-Henri Bouillon, 1895, emlékmű Henri Murgerre
- állatszobrok, Auguste Cain készítette
- Le Triomphe de Silène, 1885, Hommage to Delacroix, 1890, és emlékmű Auguste Scheurer-Kestner-hez, 1908, mindkettő Jules Dalou
- Jean-Antoine Watteau emlékműve, Henri Désiré Gauquié, 1896
- Narcissus, 1869, és Arion assis sur un dauphin, 1870, mindkettő Ernest-Eugène Hiolle
- Hippomenes : Jean Antoine Injalbert
- Charles Baudelaire mellszobra, Pierre Félix Masseau
- A Polyphemus meglepő acis és galatea, a Fontaine Médicis, készítette Auguste Ottin, 1866
- Clémence Isaure, Antoine-Augustin Préault
- Theseus és a Minotaurusz, Etienne-Jules Ramey, 1826
- Hercules, az Alpheus folyó elterelése, 1900, és L'Effort, 1902, mind Pierre Roche
- Paul Verlaine, Rodo (Auguste de Niederhäusern), 1911
- Emlékmű az Édouard Branly-hez, készítette: Charles Marie Louis Joseph Sarrabezolles
- Georges Sand, készítette: François-Léon Sicard, 1904
- Jules Massenet, Raoul Verlet, 1926
- Ney marsall készítette: François Rude (szobrász) és Alphonse de Gisors (talapzat), 1853.

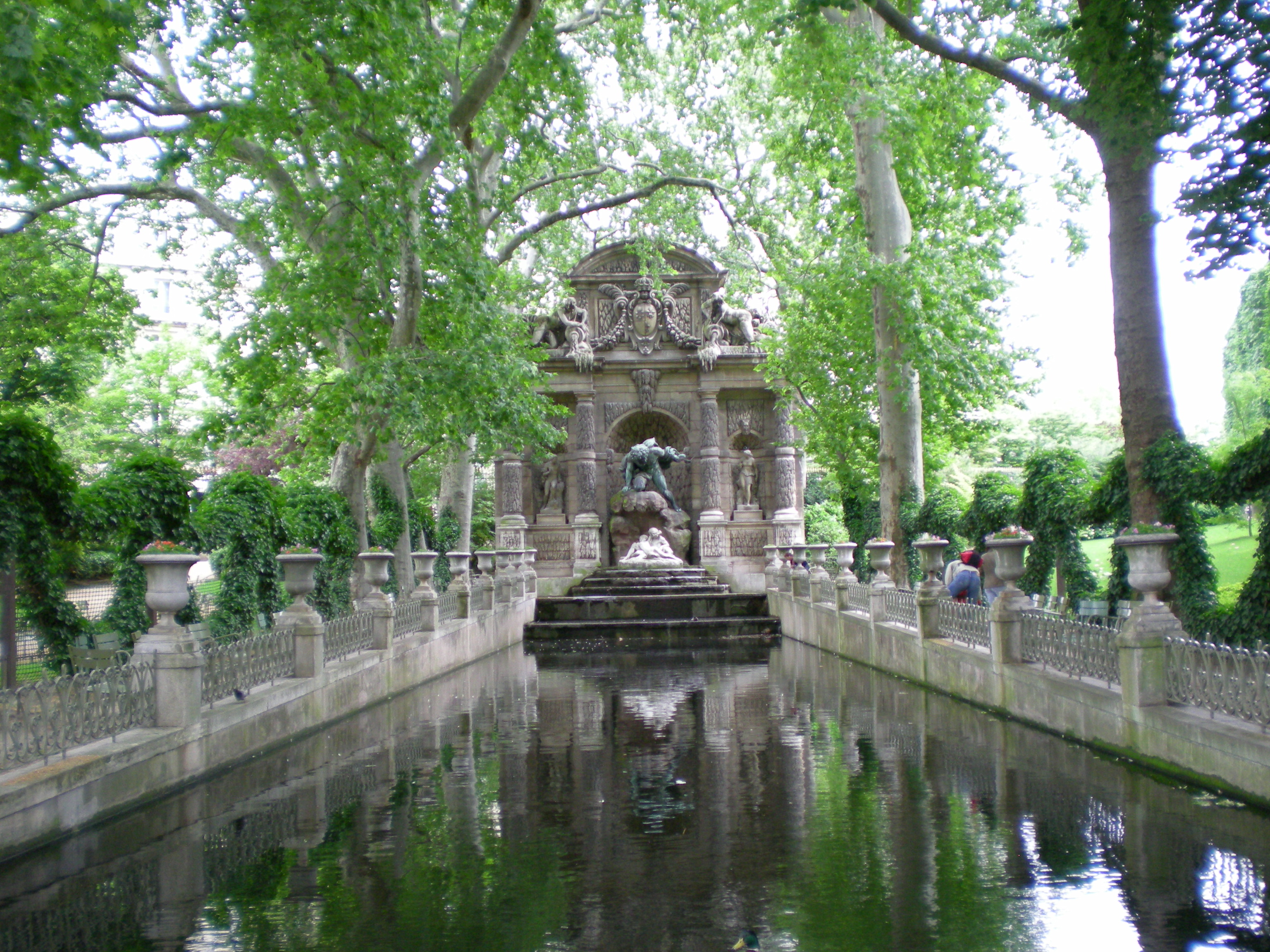
A Medici-kút (1866, 1630)

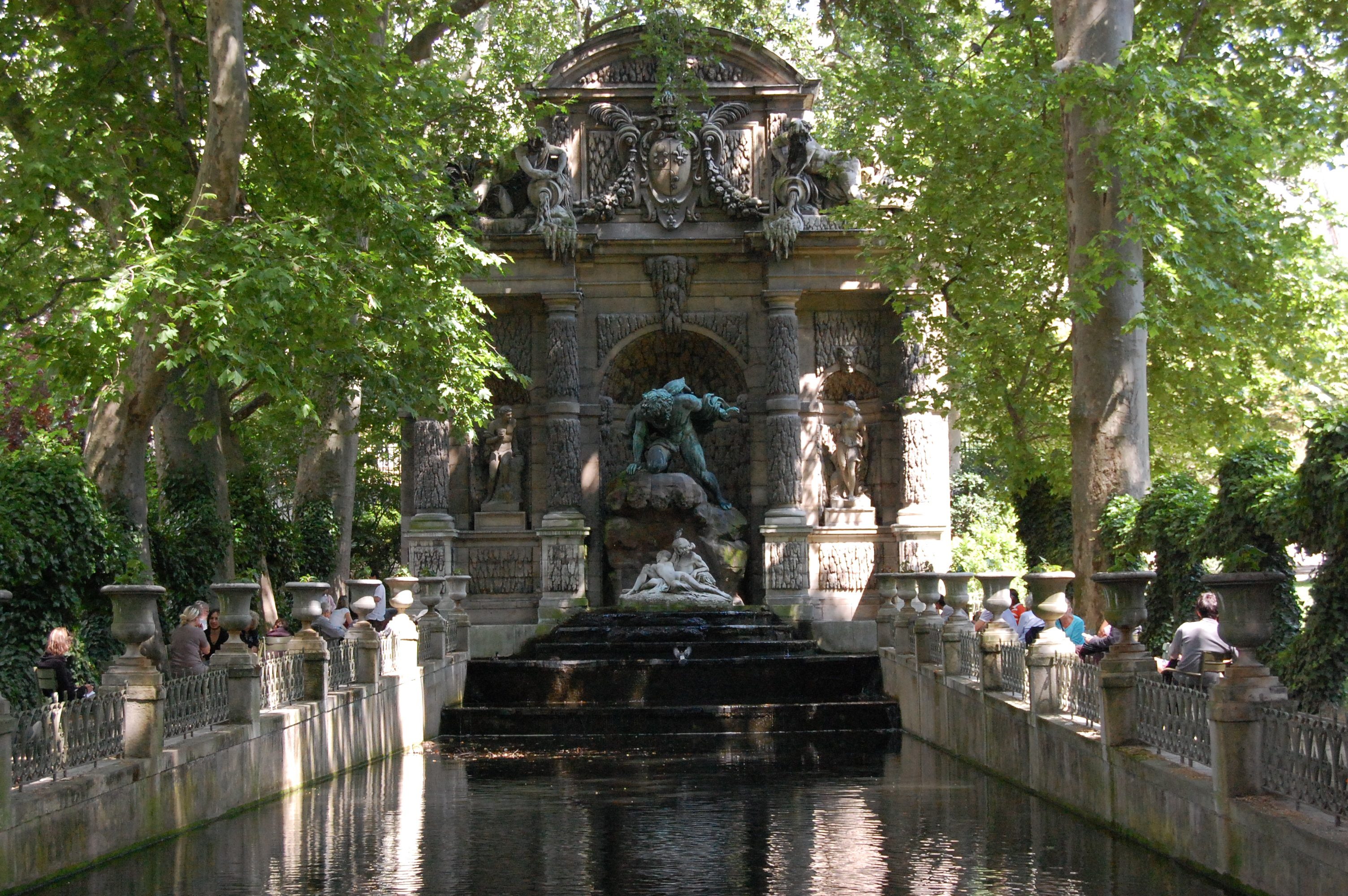
Fontaine de Medicis, Luxembourg-kert, Párizs

A Medici-kút (La fontaine Médicis) 1630-ban épült Marie de 'Medici, a francia király Henry özvegye és a XIII. Lajos király király ügynöke kérésére. Tommaso Francini, egy firenzei szökőkútgyártó és hidraulikus mérnök tervezte, akit Firenzéből Franciaországba hívatott IV. Henrik király. Barlang (grottó) formájában épült, amely mai napig az olasz reneszánsz kert népszerű jellemzője. A 18. században romba dőlt, azonban 1811-ben, Bonaparte Napóleon parancsára, a kutat Jean Chalgrin hozta helyre, az építész, aki szintén a párizsi Diadalívet építette. 1864–66 között a szökőkút a jelenlegi helyére költözött, a Luxembourg-palota keleti oldalára. A hosszú vízmedencét két oldalról platán fák veszik körül, és a szökőkút barlangjának kőműveihez Auguste Ottin francia klasszikus szobrász hozzáadta az óriás Polüphémosz, az Acis és a Galatea szerelmeseit meglepő szobrot.

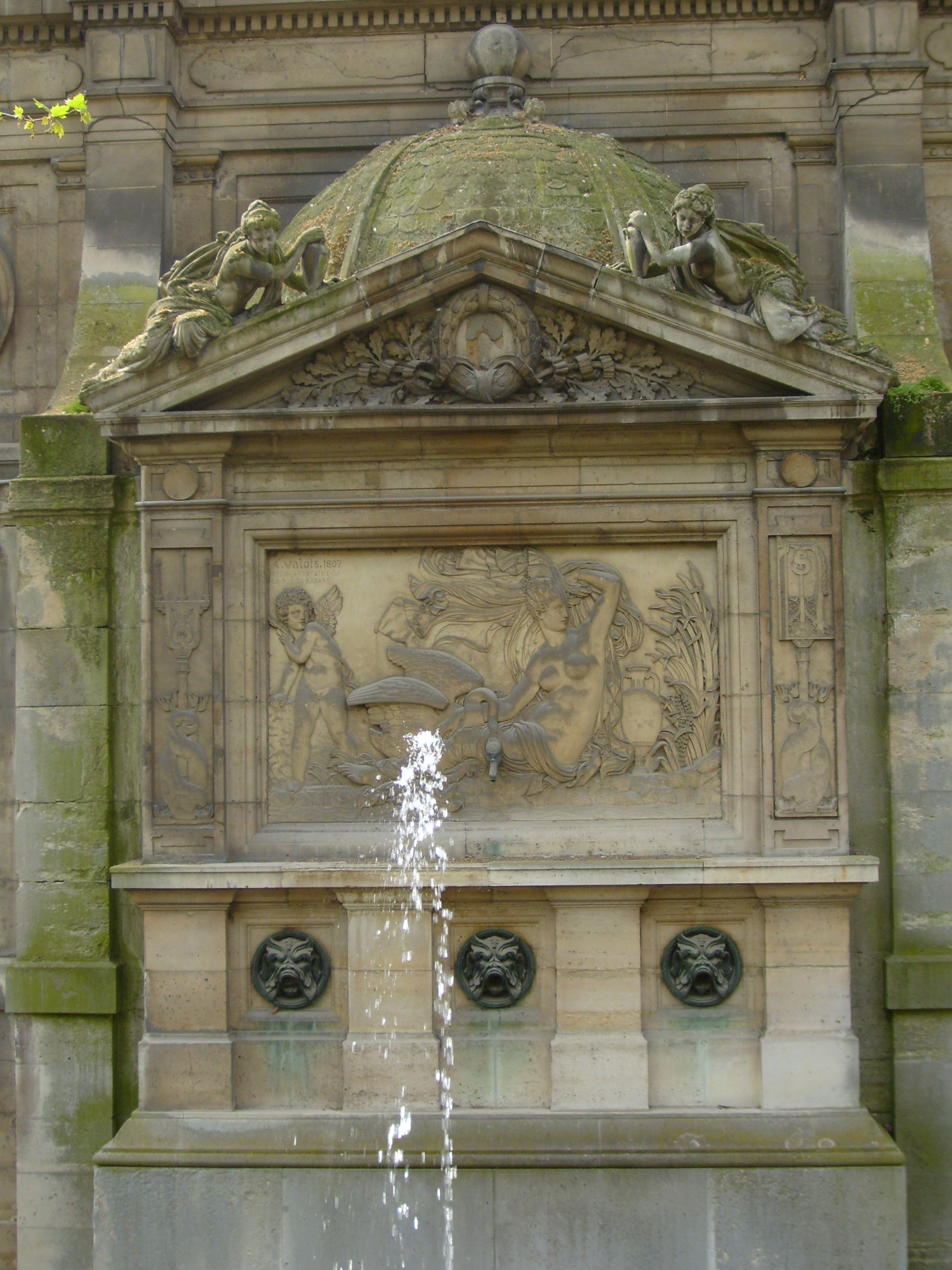
Fontaine de Léda (1807), elrejtve a Medici-kút mögött

A Medici-kút mögött rejtőzik a Fontaine de Léda (1807), a Napóleon Bonaparte idején épített falikút a Rue du Regard és a Rue de Vaugirard sarkán, egy domborműves szoborral, amely a Leda legendáját ábrázolja melyet Achille Valois készített. Amikor az eredeti helyet megsemmisítették a Rue de Rennes 1856-os Louis Napoleon meghosszabbítása során, a szökőkút megmaradt és 1866-ban a Luxembourg-kertbe költözött, és a Medici-kút hátuljához csatolták.

## A Luxembourg-kertek a népkultúrában
A kertek kiemelkedő szerepet játszanak Victor Hugo A nyomorultak című regényében. Itt kezdődik a regény fő szerelmi története, ahogy Marius Pontmercy és Cosette a történet szereplői először találkoznak. André Gide, a hamisítók című regényének szintén számos jelenete a kertben zajlik. 
Henry James szintén a kertet használja a helyszínként a The Ambassadors című regényében, ahol karakterének, Lambert Strethernek megvilágosodik személyazonossága. William Faulkner Szentély című regényének záró jelenete is kertben játszódik. 2014 Patrick Modiano a hírekből hallotta, hogy megnyerte az irodalmi Nobel díj-at miközben a lányával beszélt telefonon és éppen a Luxembourg-kertkert mellett sétált Párizsban. 
A nem irodalmi referenciák között szerepel a francia fellépés néhány epizódjaként Joe Dassin 1976-os stúdiólemeze, a Le Jardin du Luxembourg, a Tame Impala 2012. évi Lonerism albumának borítója, a zenekar egyik dalának címe. A Sabre Tooth Tiger szelleme, valamint a kertek és palota küldetésként szerepelnek az Assassin's Creed Unity videojátékban. 

## Képek

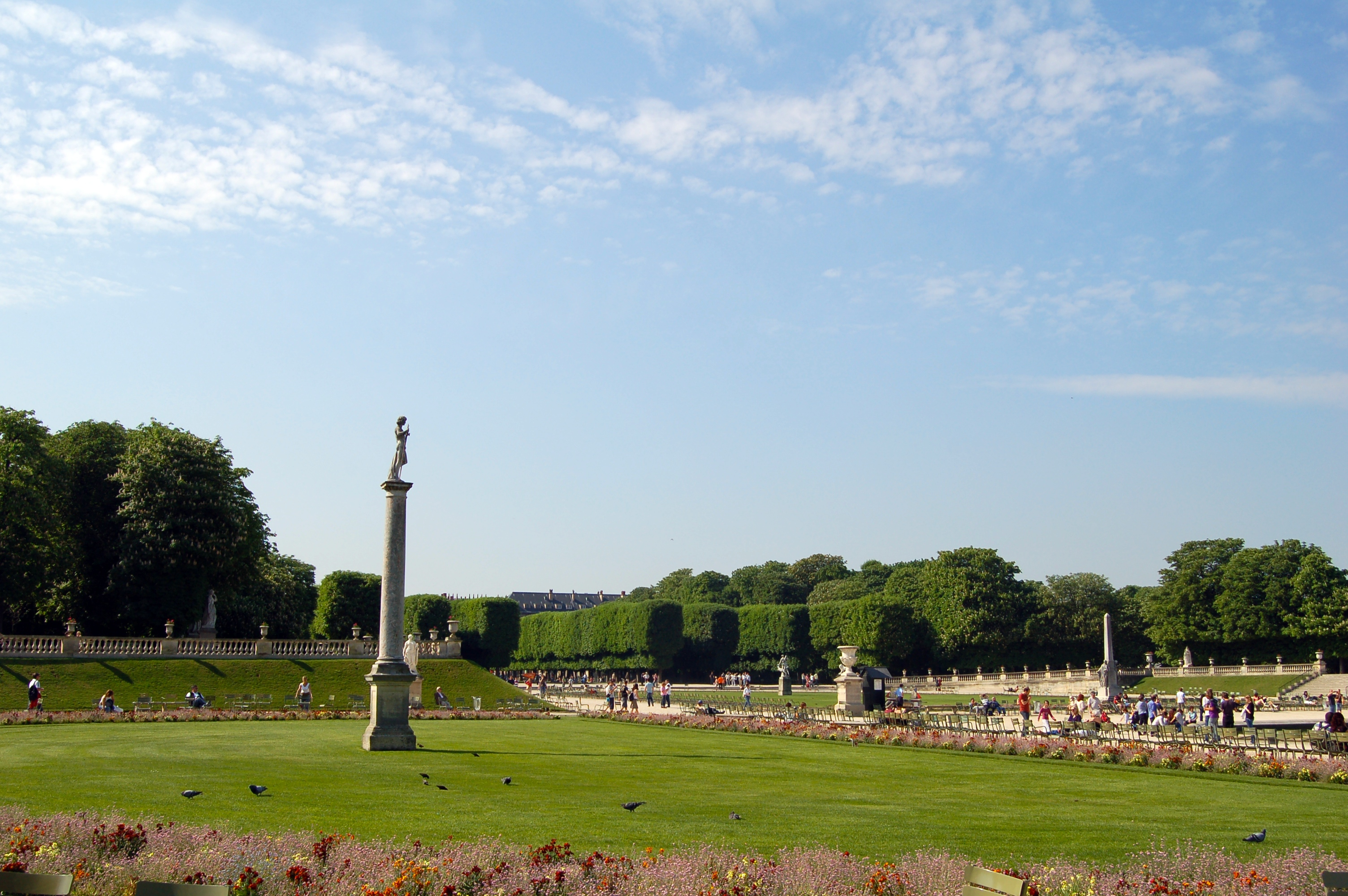
Kertek a Luxembourg-palota előtt
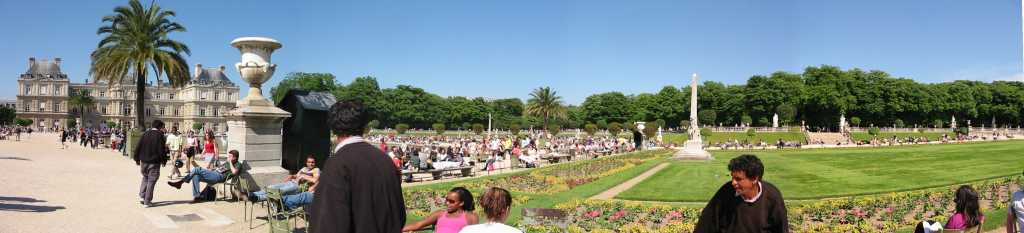
Panorámás kilátás nyílik a Luxembourg-kertre
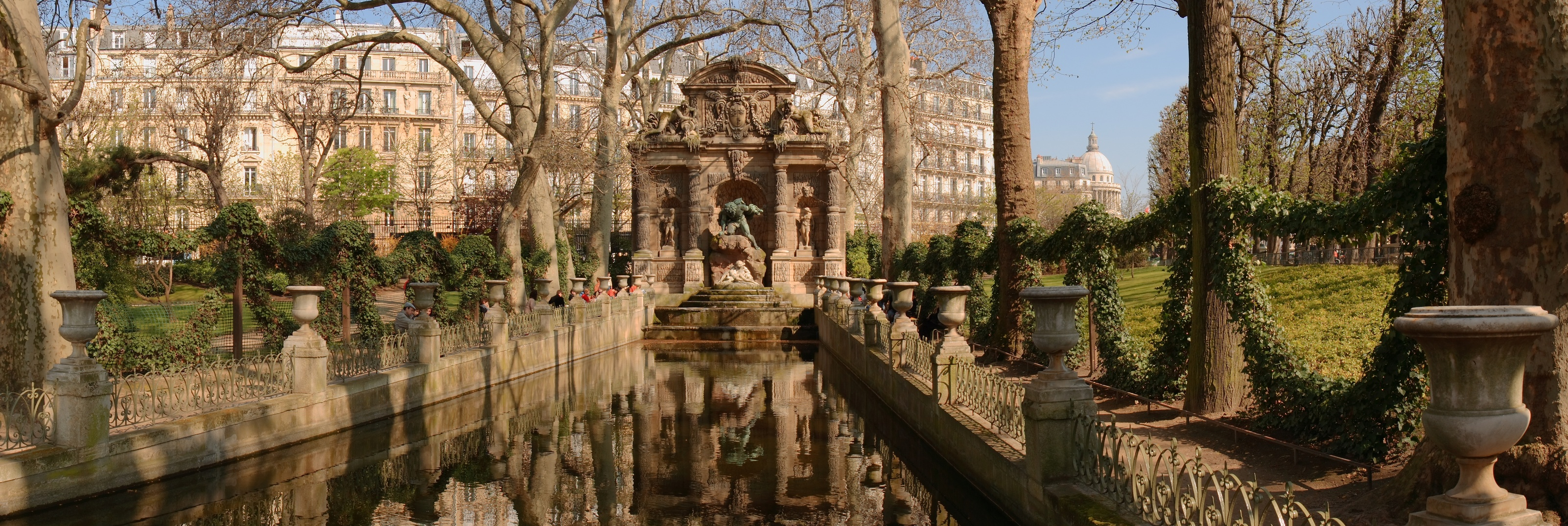
Marie de Médicis szökőkútja, most a Polyphemus Surprising Acis és Galatea-val, Auguste Ottin (1866)
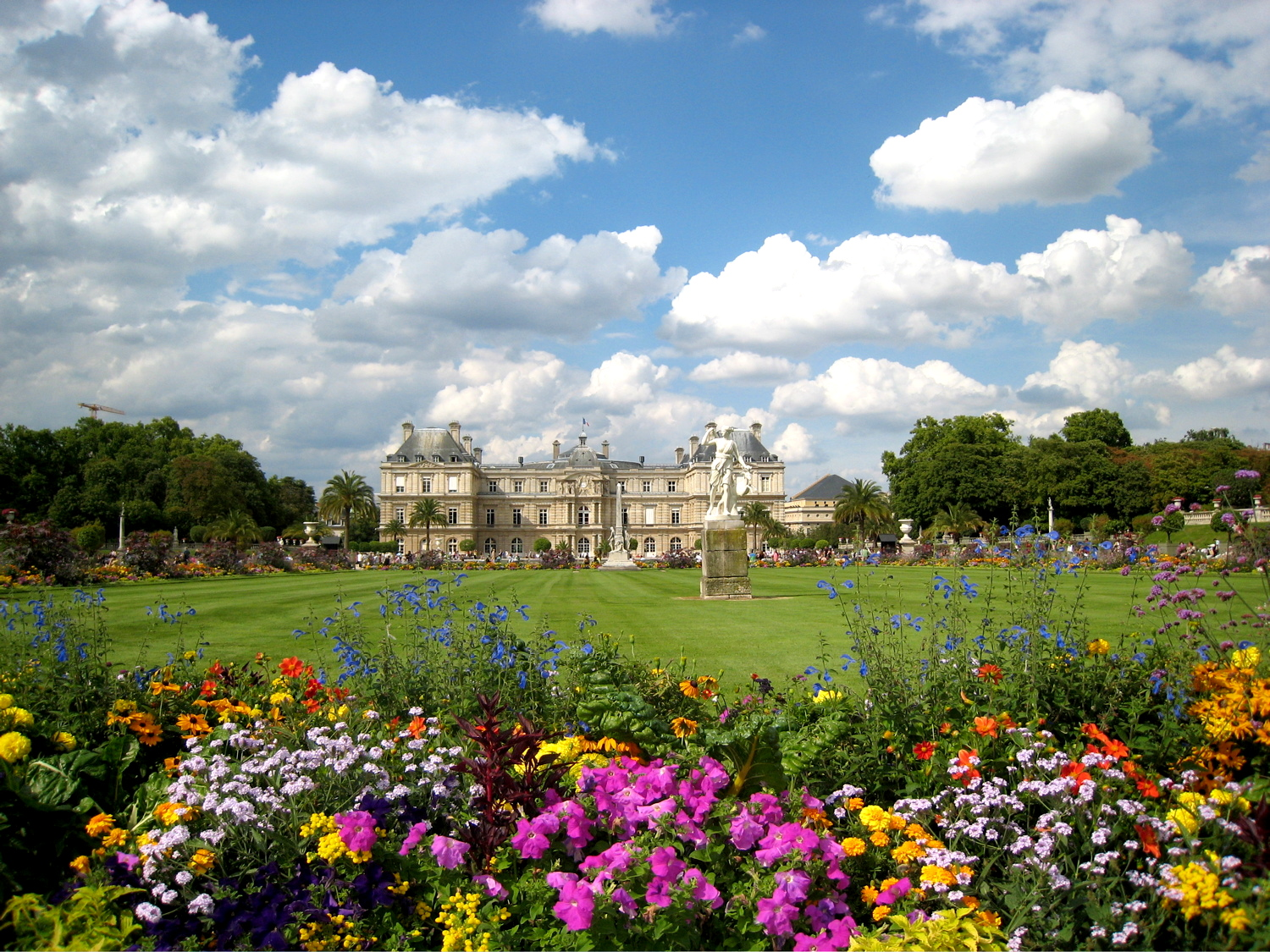
Egynyári határok augusztusban
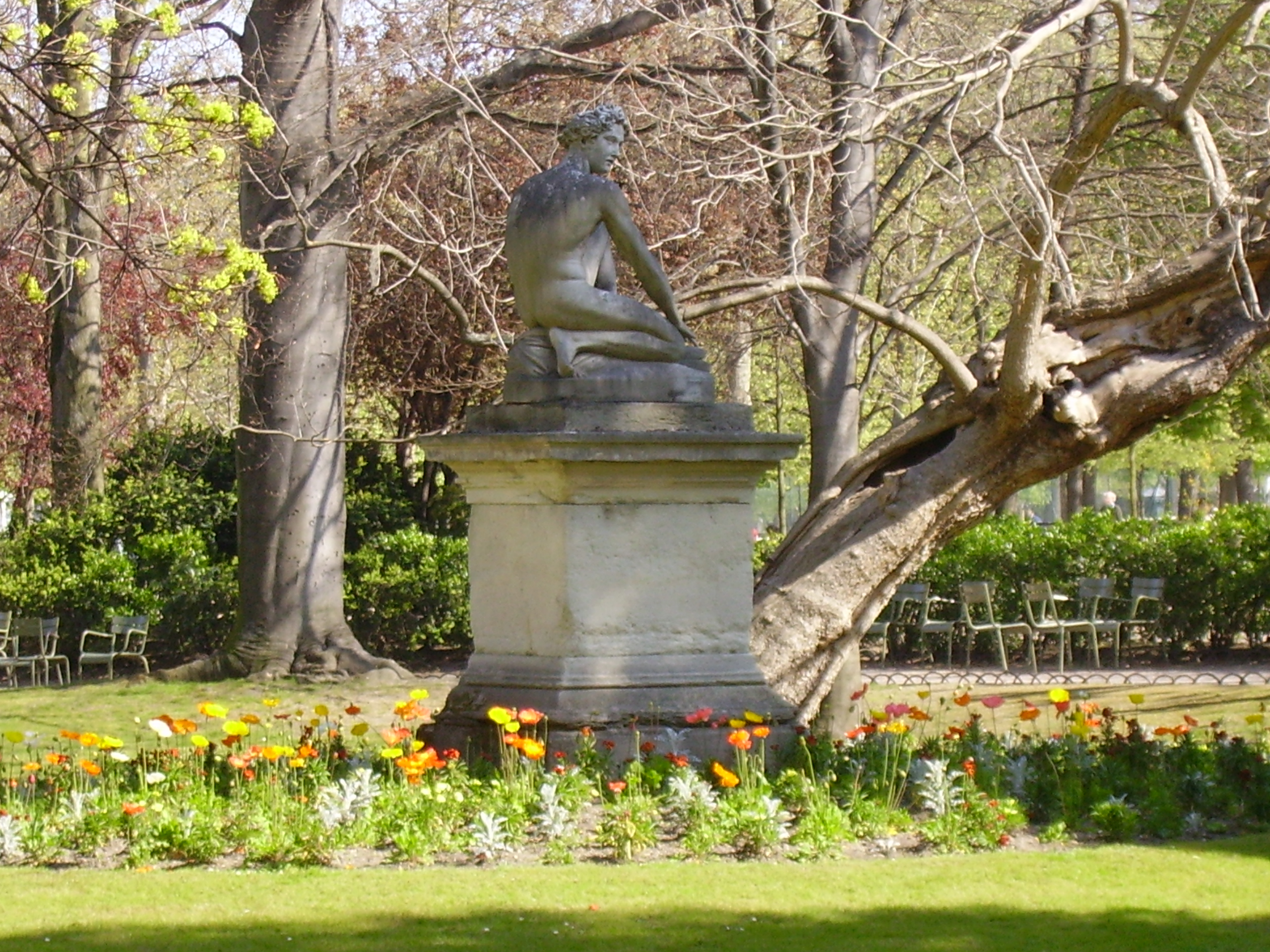
Az Arrotino változata bükk alatt
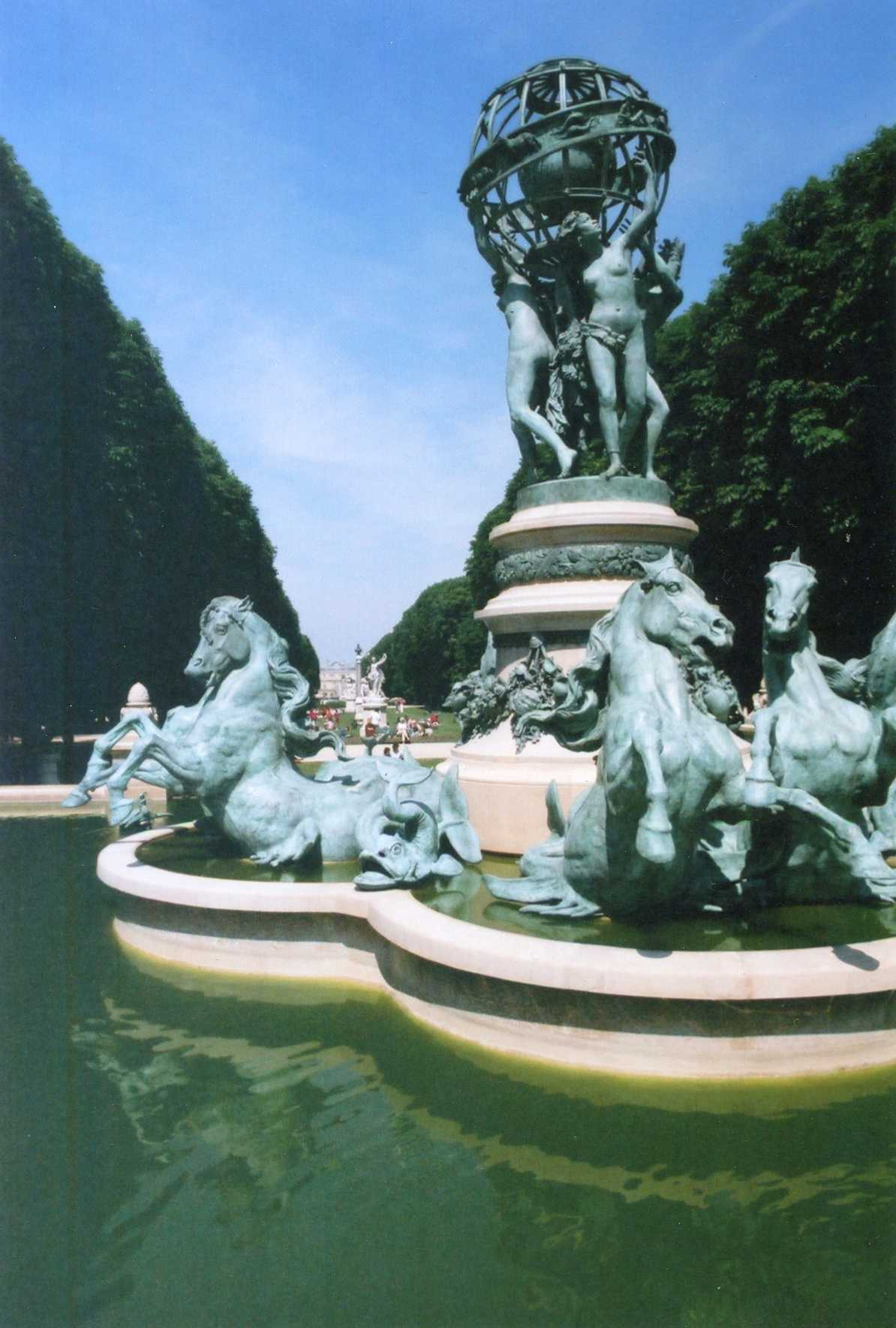
Fontaine de l'Observatoire, a déli végén
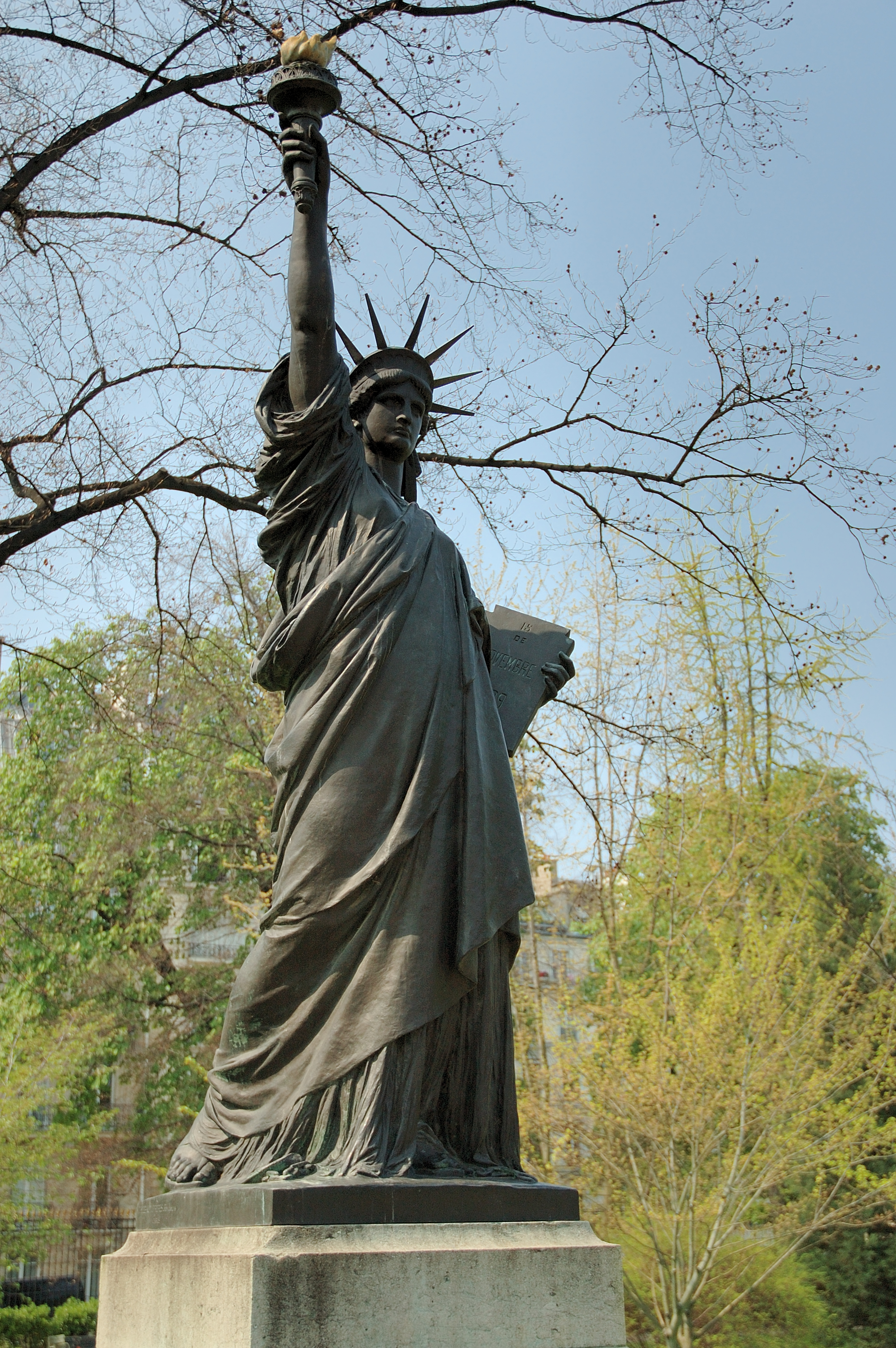
A szabadság eredeti modellje, amely megvilágosította a világot, közismert nevén a Szabadság-szobor
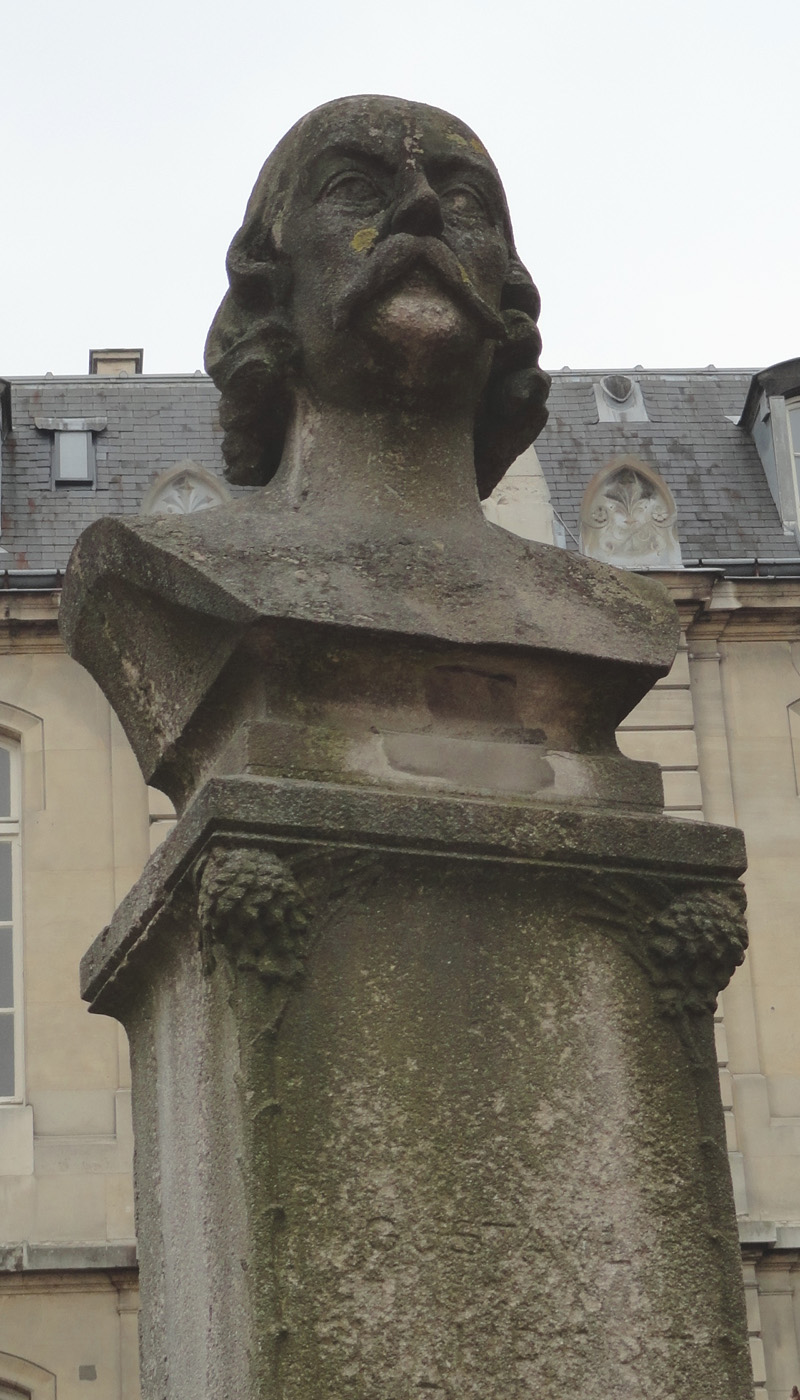
Auguste Clésinger: Gustave Flaubert-szobra
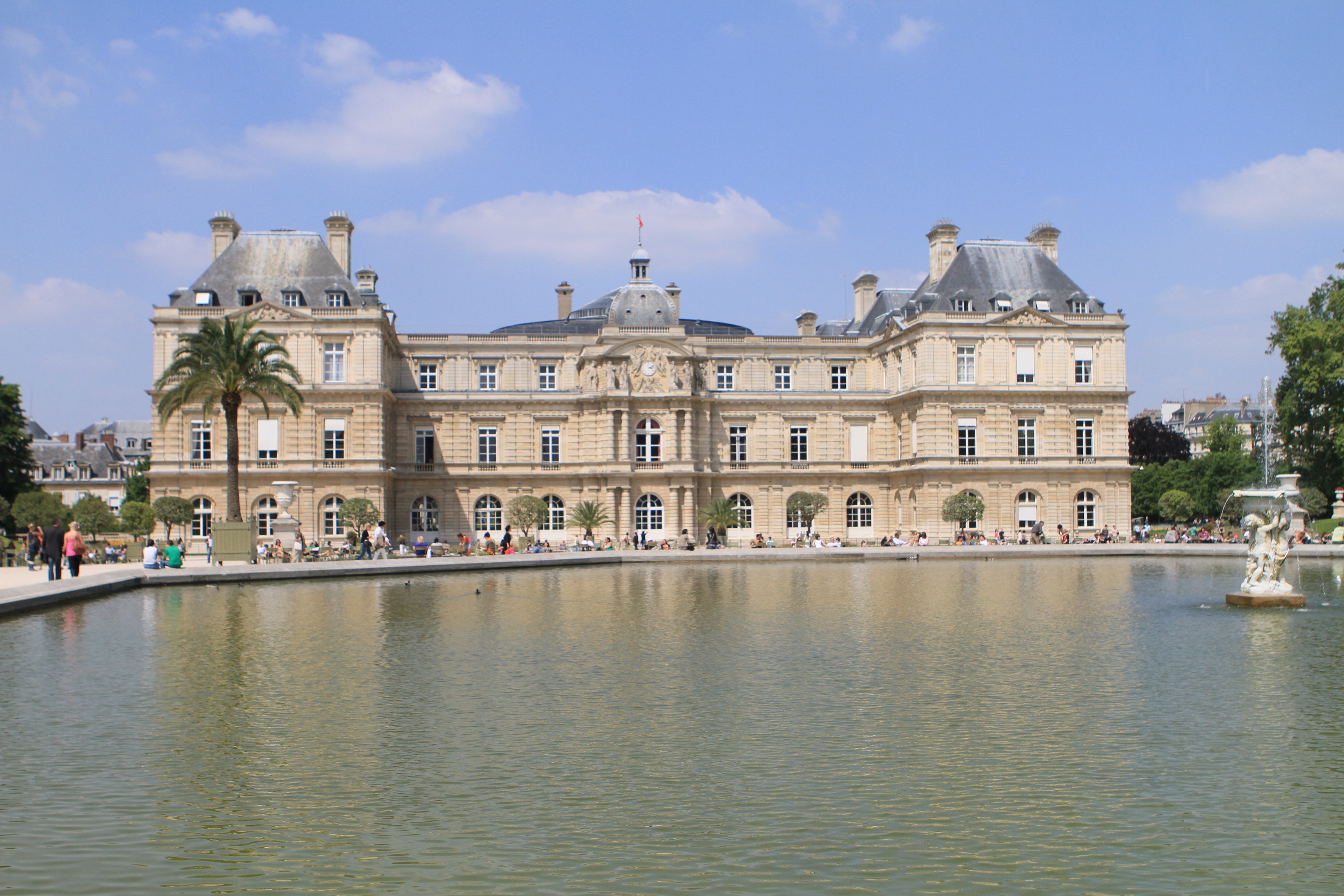
A medence a luxuspalota előtt
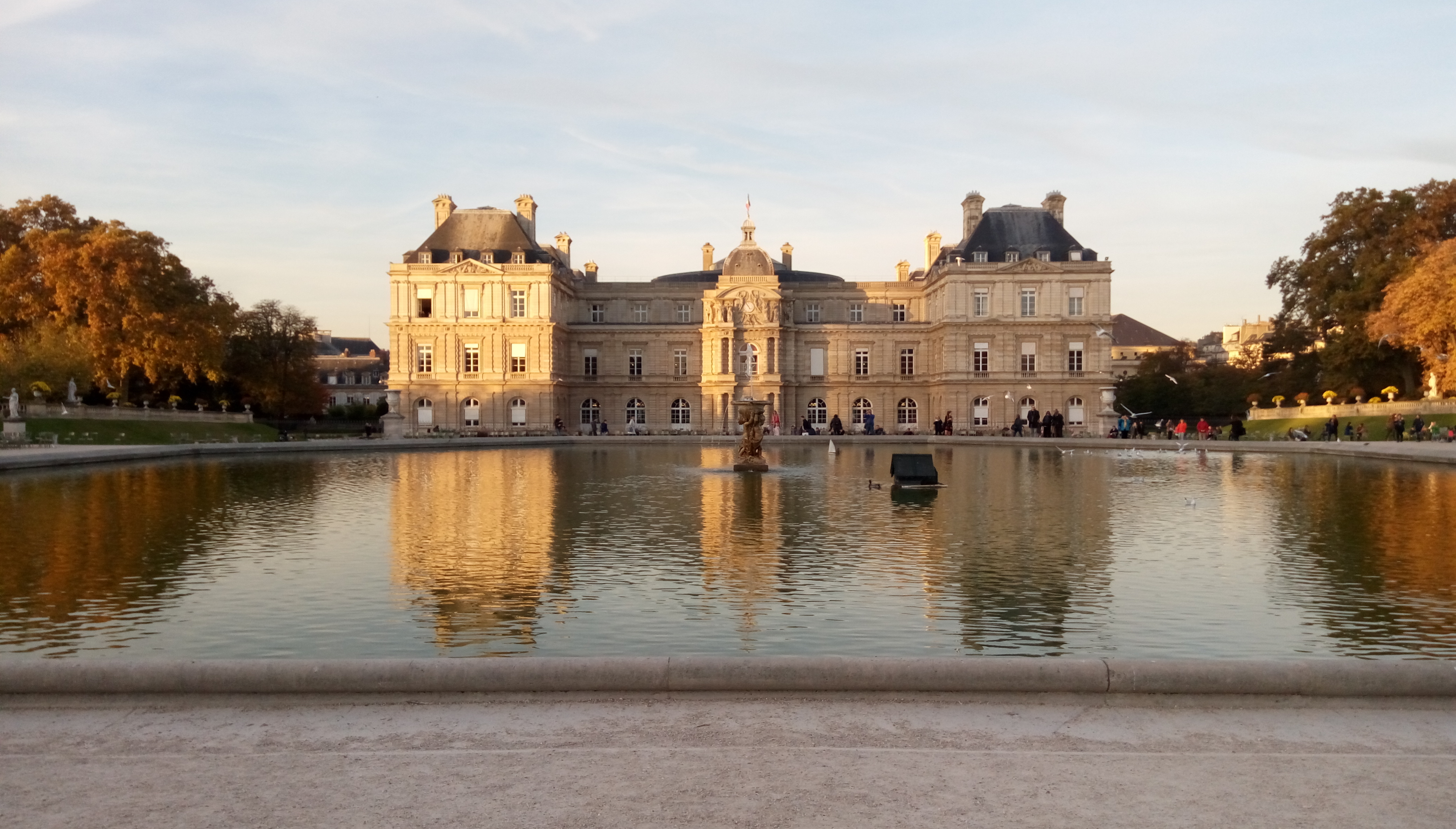
Luxembourg-kert

## Bibliográfia
- André Arnold-Peltier és Vassili Karist, Le Jardin du Luxembourg / A luxemburgi kertek, Pippa Éditions, Itinérances gyűjtemény (ISBN 2-916506-00-4) (fotók)
- Párizs és ses fontaines, a reneszánsz à nos jours, Dominque Massounie, Pauline-Prevost-Marcilhacy és Daniel Rabreau összeállított szövegek, a párizsi Ville de Arteque de l'écétio. a Párizs Gyűjteményből és fia Patrimoine-ból, rendező: Beatrice de Andia. Párizs, 1995.
- Dominique Jarrassé, Grammaire des Jardins Parisiens, Parigramme, Párizs, 2007. (ISBN 978-2-84096-476-6)

## Fordítás
Ez a szócikk részben vagy egészben  a   Jardin du Luxembourg című angol Wikipédia-szócikk ezen változatának fordításán alapul.  Az eredeti cikk szerkesztőit annak laptörténete sorolja fel. Ez a jelzés csupán a megfogalmazás eredetét és a szerzői jogokat jelzi, nem szolgál a cikkben szereplő információk forrásmegjelöléseként.